# Großsteingräber bei Peertz
Die Großsteingräber bei Peertz waren zwei mögliche megalithische Grabanlagen der jungsteinzeitlichen Tiefstichkeramikkultur bei Peertz, einem Ortsteil der Gemeinde Beetzendorf im Altmarkkreis Salzwedel, Sachsen-Anhalt. Beide wurden wohl spätestens im 19. Jahrhundert zerstört. Beschreibungen zu den Anlagen liegen nicht vor, ihre mögliche Existenz ist nur durch die Bezeichnungen „Steinberge“ und „Heidberg“ auf einem historischen Messtischblatt belegt.